# Elisabetta Oliviero
Elisabetta Oliviero (Pompei, 18 luglio 1997) è una calciatrice italiana, difensore della Lazio e della nazionale italiana.

## Carriera

### Club
Oliviero inizia a giocare con la sua prima squadra interamente femminile nel Molassana Boero, società con sede a Molassana, quartiere di Genova, alla quale rimane legata per tutta la prima parte della carriera. Disputa il suo primo campionato in Serie A2, l'allora secondo livello della piramide calcistica femminile in Italia, proseguendo gli anni successivi in Serie B, tornata ad essere il secondo livello dopo la riforma della stagione 2013-2014, contribuendo a raggiungere sempre un'agevole salvezza.
Nell'estate 2016 coglie l'occasione per fare il salto di categoria, venendo ceduta in prestito al Cuneo per la stagione entrante. Il tecnico Gianluca Petruzzelli la fa debuttare in Serie A fin dalla 1ª giornata di campionato, nell'incontro casalingo vinto 2-0 sul San Zaccaria, siglando anche la sua prima rete nel massimo campionato in trasferta, alla 7ª giornata, quella che pareggia temporaneamente l'incontro in trasferta col Como 2000. In tutto matura 22 presenze, tra le cinque giocatrici che scendono in campo in tutti gli incontri di campionato, con 2 reti, alle quali si aggiunge anche una presenza in Coppa Italia.
Durante il calciomercato estivo Oliviero si trasferisce al Sassuolo con il quale firma, assieme alla già compagna di reparto in biancorosso Eleonora Rosso, un accordo per giocare con la neopromossa squadra emiliana la stagione entrante.
Dopo 2 stagioni in neroverde, nell'estate 2019 è scesa di categoria in Serie B, firmando con il neopromosso Napoli. Con la nuova squadra gioca un campionato di vertice, con il solo San Marino in grado di contendere al Napoli il primo posto, tuttavia dopo il definitivo sorpasso delle titane nello scontro diretto di ritorno, le imposizioni dovute alla pandemia di COVID-19 hanno prima interrotto e poi definitivamente sospeso il campionato, decretando comunque il ritorno nella massima serie di una squadra napoletana. Oliviero chiude la stagione maturando 15 presenze in campionato, siglando due reti, la prima il 27 ottobre 2019, alla 3ª giornata, che fissa sul 2-0 il risultato della vittoria casalinga sulla Lazio, e ripetendosi due giornate più tardi aprendo le marcature nel 3-0 inflitto alle avversarie del Perugia.
Sempre alla guida del tecnico Giuseppe Marino affronta con le compagne l'impegnativa stagione 2020-2021, che vede la squadra arrancare nella prima parte del campionato, incapace di massimizzare le potenzialità dell'organico. Pur nell'avvicendamento sulla panchina del tecnico dalla 10ª giornata, l'arrivo dell'ex Empoli Alessandro Pistolesi non mina la fiducia in Oliviero che continua a impiegarla con regolarità fino al termine della stagione. Il nuovo tecnico riesce alla fine nell'impresa di agguantare la salvezza, concretizzatasi grazie alla rimonta nell'incontro casalingo della 17ª giornata proprio con l'Empoli, partita chiusa sul 3-3, risultato che porta il Napoli al 10º posto senza più lasciarlo fino al termine del torneo.
Ai primi di luglio 2021 si è trasferita all'Empoli.
Il 14 luglio 2024 viene ufficialmente ingaggiata dalla Lazio, in Serie A. Segna la sua prima rete in biancoceleste il 3 maggio 2025, nella gara di campionato vinta 5-0 contro il Sassuolo.

### Nazionale
Nel febbraio del 2024, riceve la sua prima convocazione con la nazionale maggiore italiana, guidata da Andrea Soncin, per due partite amichevoli contro l'Irlanda e la Inghilterra. Quindi, il 23 febbraio 2024, debutta in maglia azzurra da titolare nel primo dei due incontri, conclusosi a reti inviolate.

## Statistiche

### Presenze e reti nei club
Statistiche aggiornate al 3 maggio 2025.
| Stagione         | Squadra          | Campionato       | Campionato | Campionato | Coppe nazionali | Coppe nazionali | Coppe nazionali | Coppe internazionali | Coppe internazionali | Coppe internazionali | Altre coppe | Altre coppe | Altre coppe | Totale | Totale |
| Stagione         | Squadra          | Comp             | Pres       | Reti       | Comp            | Pres            | Reti            | Comp                 | Pres                 | Reti                 | Comp        | Pres        | Reti        | Pres   | Reti   |
| ---------------- | ---------------- | ---------------- | ---------- | ---------- | --------------- | --------------- | --------------- | -------------------- | -------------------- | -------------------- | ----------- | ----------- | ----------- | ------ | ------ |
| 2016-2017        | Cuneo            | A                | 22         | 1          | CI              | 1               | 0               | -                    | -                    | -                    | -           | -           | -           | 23     | 1      |
| 2017-2018        | Sassuolo         | A                | 21+1       | 3          | CI              | 3               | 0               | -                    | -                    | -                    | -           | -           | -           | 25     | 3      |
| 2018-2019        | Sassuolo         | A                | 15         | 1          | CI              | 2               | 0               | -                    | -                    | -                    | -           | -           | -           | 17     | 1      |
| Totale Sassuolo  | Totale Sassuolo  | Totale Sassuolo  | 37         | 4          |                 | 5               | 0               |                      | -                    | -                    |             | -           | -           | 42     | 4      |
| 2019-2020        | Napoli           | B                | 15         | 2          | CI              | 2               | 1               | -                    | -                    | -                    | -           | -           | -           | 17     | 3      |
| 2020-2021        | Napoli           | A                | 21         | 0          | CI              | 2               | 0               | -                    | -                    | -                    | -           | -           | -           | 23     | 0      |
| Totale Napoli    | Totale Napoli    | Totale Napoli    | 36         | 2          |                 | 4               | 1               |                      | -                    | -                    |             | -           | -           | 40     | 3      |
| 2021-2022        | Empoli           | A                | 18         | 2          | CI              | 6               | 0               | -                    | -                    | -                    | -           | -           | -           | 24     | 2      |
| 2022-2023        | Sampdoria        | A                | 25         | 0          | CI              | 3               | 0               | -                    | -                    | -                    | -           | -           | -           | 28     | 0      |
| 2023-2024        | Sampdoria        | A                | 26         | 0          | CI              | 2               | 1               | -                    | -                    | -                    | -           | -           | -           | 28     | 1      |
| Totale Sampdoria | Totale Sampdoria | Totale Sampdoria | 51         | 0          | -               | 5               | 1               |                      | -                    | -                    |             | -           | -           | 56     | 1      |
| 2024-2025        | Lazio            | A                | 25         | 1          | CI              | 4               | 0               | -                    | -                    | -                    | -           | -           | -           | 29     | 1      |
| Totale carriera  | Totale carriera  | Totale carriera  | 189        | 10         |                 | 25              | 2               |                      | -                    | -                    |             | -           | -           | 214    | 12     |

### Cronologia presenze e reti in nazionale
| Cronologia completa delle presenze e delle reti in nazionale ― Italia | Cronologia completa delle presenze e delle reti in nazionale ― Italia | Cronologia completa delle presenze e delle reti in nazionale ― Italia | Cronologia completa delle presenze e delle reti in nazionale ― Italia | Cronologia completa delle presenze e delle reti in nazionale ― Italia | Cronologia completa delle presenze e delle reti in nazionale ― Italia | Cronologia completa delle presenze e delle reti in nazionale ― Italia | Cronologia completa delle presenze e delle reti in nazionale ― Italia |
| Data                                                                  | Città                                                                 | In casa                                                               | Risultato                                                             | Ospiti                                                                | Competizione                                                          | Reti                                                                  | Note                                                                  |
| --------------------------------------------------------------------- | --------------------------------------------------------------------- | --------------------------------------------------------------------- | --------------------------------------------------------------------- | --------------------------------------------------------------------- | --------------------------------------------------------------------- | --------------------------------------------------------------------- | --------------------------------------------------------------------- |
| 23-2-2024                                                             | Bagno a Ripoli                                                        | Italia                                                                | 0 – 0                                                                 | Irlanda                                                               | Amichevole                                                            | -                                                                     |                                                                       |
| 2-12-2024                                                             | Bochum                                                                | Germania                                                              | 1 – 2                                                                 | Italia                                                                | Amichevole                                                            | -                                                                     | 79’                                                                   |
| 21-2-2025                                                             | Monza                                                                 | Italia                                                                | 1 – 0                                                                 | Galles                                                                | UEFA Women's Nations League 2025 - Fase a gironi                      | -                                                                     | 85’                                                                   |
| 4-4-2025                                                              | Solna                                                                 | Svezia                                                                | 3 – 2                                                                 | Italia                                                                | UEFA Women's Nations League 2025 - Fase a gironi                      | -                                                                     | 63’                                                                   |
| 8-4-2025                                                              | Herning                                                               | Danimarca                                                             | 0 – 3                                                                 | Italia                                                                | UEFA Women's Nations League 2025 - Fase a gironi                      | -                                                                     | 89’                                                                   |
| 30-5-2025                                                             | Parma                                                                 | Italia                                                                | 0 – 0                                                                 | Svezia                                                                | UEFA Women's Nations League 2025 - Fase a gironi                      | -                                                                     |                                                                       |
| 3-6-2025                                                              | Swansea                                                               | Galles                                                                | 1 – 4                                                                 | Italia                                                                | UEFA Women's Nations League 2025 - Fase a gironi                      | -                                                                     |                                                                       |
| 3-7-2025                                                              | Sion                                                                  | Belgio                                                                | 0 – 1                                                                 | Italia                                                                | Euro 2025 - Fase a gironi                                             | -                                                                     | 53’                                                                   |
| 7-7-2025                                                              | Ginevra                                                               | Portogallo                                                            | 1 – 1                                                                 | Italia                                                                | Euro 2025 - Fase a gironi                                             | -                                                                     | 76’                                                                   |
| 11-7-2025                                                             | Berna                                                                 | Italia                                                                | 1 – 3                                                                 | Spagna                                                                | Euro 2025 - Fase a gironi                                             | 1                                                                     |                                                                       |
| 16-7-2025                                                             | Ginevra                                                               | Norvegia                                                              | 1 – 2                                                                 | Italia                                                                | Euro 2025 - Quarti di finale                                          | -                                                                     |                                                                       |
| 22-7-2025                                                             | Ginevra                                                               | Inghilterra                                                           | 2 – 1 dts                                                             | Italia                                                                | Euro 2025 - Semifinali                                                | -                                                                     |                                                                       |
| Totale                                                                |                                                                       | Presenze                                                              | 12                                                                    |                                                                       | Reti                                                                  | 1                                                                     |                                                                       |

## Palmarès

### Club
- Campionato italiano di Serie B: 1

Napoli: 2019-2020